# Медвинська сільська рада
| Медвинська сільська рада — колишній орган місцевого самоврядування у Богуславському районі Київської області з адміністративним центром у с. Медвин. Сільській раді підпорядковані населені пункти: - с. Медвин - с. Дібрівка |

## Склад ради
Рада складалася з 20 депутатів та голови.

### Керівний склад ради
| ПІБ                       | Основні відомості                                                         | Дата обрання | Дата звільнення |
| ------------------------- | ------------------------------------------------------------------------- | ------------ | --------------- |
| Листопад Петро Васильович | Сільський голова, 1955 року народження, освіта, безпартійний              | 26.03.2006   | 31.10.2010      |
| Листопад Петро Васильович | Сільський голова, 1955 року народження, освіта вища, член Партії регіонів | 31.10.2010   |                 |

Примітка: таблиця складена за даними джерела